# Coleman Hawkins

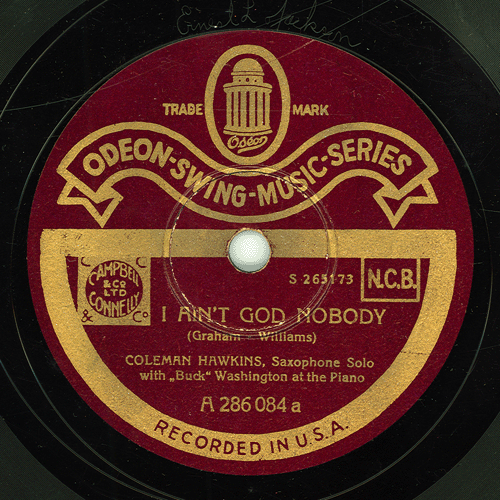

Coleman Hawkins (St. Joseph, 1904. november 21. – New York, 1969. május 19.) amerikai tenorszaxofonos.

## Pályakép
Coleman Hawkins korszakos jelentőségű zenész volt. Tenorszaxofja Fletcher Henderson zenekarában nélkülözhetetlen lett, később gyakorlatilag kötelezővé vált a triónál nagyobb együttesekben. Hawkins játékstílusa iskolát teremtett, melynek követői ma is jelen vannak tenorszaxofonosok között.
Hawkins 1923-tól tizenegy évig volt a Fletcher Henderson együttes tagja. Számtalan későbbi tenorszaxofonos haladt a nyomában, például John Coltrane is.
...munkásságának legnagyobb eredménye, hogy a szaxofon a jazz-zenekarok teljes értékű tagja lett, sőt mára már szinte vezető hangszerré lépett elő, felváltva a kezdeti időszakban ezt a szerepet játszó trombitát.

## Lemezválogatás
- 1939 Body and Soul
- 1944 The Complete Coleman Hawkins on Keynote Records
- 1946 Bird and Pres – The ’46 Concerts Jazz at the Philharmonic
- 1951 Body and Soul Revisited
- 1955 The Stanley Dance Sessions
- 1956 The Hawk in Hi-Fi
- 1957 The Genius of Coleman Hawkins
- 1957 At the Opera House
- 1957 The Hawk Flies High
- 1958 Soul
- 1959 Coleman Hawkins Encounters Ben Webster
- 1960 At Ease with Coleman Hawkins, Night Hawk
- 1961 The Hawk Relaxes
- 1962 Verve Jazz Masters 34 (1944–1962)
- 1962 Today and Now, Desafinado
- 1966 Supreme